# 허슬러 (1961년 영화)
《허슬러》(영어: The Hustler)는 1961년 개봉한 미국의 스포츠 드라마 영화이다. 로버트 로슨이 감독을 맡았으며, 월터 테비스의 동명 소설이 영화의 원작이다. 폴 뉴먼, 재키 글리슨, 파이퍼 로리, 조지 C. 스콧, 마이런 매코믹 등이 출연하였다.
1962년 제34회 아카데미상에서 작품상, 감독상, 남우주연상, 여우주연상, 남우조연상(재키 글리슨, 조지 C. 스콧), 각색상 등 8개 부문에 후보로 올랐으며, 그중 흑백 영화 부문 미술상과 흑백 영화 부문 촬영상을 수상하였다. 이 영화는 또한 제15회 영국 아카데미 영화상 작품상 수상작이며, 1997년 미국 의회도서관에 의해 문화적으로, 역사적으로, 미적으로 중요함을 인정받아 미국 국립영화등기부에 선정, 등재되었다.
1986년 속편 《컬러 오브 머니》가 개봉하였다.

## 줄거리
"패스트 에디" 펠슨은 작은 마을의 포켓볼 도박장에서 파트너 찰리와 함께 하고 있다. 둘은 아이오와주 에임스로 향하고, 에디는 이곳에서 전설적인 미네소타 패츠와 한 판당 200 달러를 거는 14-1 랙 게임을 하게 된다. 에디는 중간엔 승세를 보이지만 결국엔 본인이 걸었던 판돈 200 달러만 수중에 남는다.
에디는 잠든 찰리를 호텔에 두고 홀로 버스 종점에 갔다가 알코올 의존증인 세라를 만나 동거를 시작한다. 찰리가 에디를 찾아오자 에디는 패츠와 다시 한 번 겨룰 생각임을 밝힌다. 찰리는 패츠와의 대결에서 반등을 노릴 판돈이 수중에 있음에도 이를 내놓지 않고, 에디는 찰리를 겁쟁이라고 비난하며 관계를 끝낸다.
패츠와의 재대결에는 최소 3,000 달러가 필요하고, 전문 도박사 버트는 에디가 따낼 돈의 75%를 받는 조건으로 이 돈을 대주겠다고 제안한다. 하지만 에디는 이를 거절하고 다시 내기 포켓볼을 시작한다. 그러나 한 내기에서 이긴 후에 보복성 폭행으로 엄지가 부러지자 에디는 버트의 조건에 응한다.
에디는 버트의 주선으로 켄터키 더비에서 지역 사교계 명사 핀들리를 상대로 포켓볼 대신 스리 쿠션 당구를 하게 된다. 에디가 돈을 크게 잃어가자 버트는 돈을 더 대주길 거부한다. 세라는 뒤틀리고 비정한 인간들만 있는 이 세계를 그만 뜨자고 호소하지만 에디는 이를 거절한다. 버트는 마음을 바꿔 한 판당 1,000 달러로 게임을 재개시킨다. 에디는 최종적으로 12,000 달러를 따고 본인 몫 3,000 달러를 챙겨 호텔방으로 돌아와 세라가 자살을 감행한 것을 발견한다.
에디는 패츠와의 재대결에서 단 한 판에 3,000 달러를 전부 걸고 패츠를 이긴다. 버트가 절반을 본인 몫으로 요구하자 에디는 세라의 자살에 세라를 가혹하게 대한 자신과 버트의 책임이 있다며 비난한다. 하지만 버트는 아랑곳하지 않고 에디에게 다시는 큰 도박판에 모습을 비추지 말 것을 주문하고, 에디는 도박장을 떠난다.

## 출연진
- 폴 뉴먼 - 에디 "패스트 에디" 펠슨 역
- 재키 글리슨 - 미네소타 패츠 역
- 파이퍼 로리 - 세라 패커드 역
- 조지 C. 스콧 - 버트 고든 역
- 마이런 매코믹 - 찰리 번스 역
- 머리 해밀턴 - 핀들리 역
- 마이클 콘스턴틴 - 빅 존 역
- 스테펀 기어라시 - 프리처 역
- 빈센트 가디니아 - 바텐더 역
- 찰스 디어콥 - 포켓볼 도박장 불량배 역

## 기타 제작진
- 미술: 해리 호너
- 의상: 루스 몰리
- 조감독: 찰스 H. 매과이어